# Ligue C de la Ligue des nations de la CONCACAF 2024-2025
 (novembre 2024).
Si vous disposez d'ouvrages ou d'articles de référence ou si vous connaissez des sites web de qualité traitant du thème abordé ici, merci de compléter l'article en donnant les références utiles à sa vérifiabilité et en les liant à la section « Notes et références ».
Navigation
Ligue C 2023-2024 Ligue C 2026-2027
La Ligue C de la Ligue des nations 2024-2025 est la troisième division de la Ligue des nations 2024-2025, quatrième édition d'une compétition impliquant les équipes nationales masculines des 41 associations membres de la CONCACAF.

## Format
La Ligue C conserve le même format que celui introduit pour la saison 2023-24, mais cette édition comprendra un tour de barrage après la conclusion des groupes. De plus, les matchs de groupe se joueront dans des lieux centralisés au lieu du format aller-retour précédent.
Les neuf équipes participantes ont été divisées en trois groupes de trois équipes et chaque groupe se jouera sur la base d'un double round-robin, les matchs se déroulent en septembre et octobre 2024. L'équipe classée première de chaque groupe et la meilleure équipe classée deuxième parmi tous les groupes seront non seulement promues à la Ligue des Nations B de la CONCACAF 2026-27, mais passeront également au tour de barrage, au cours duquel elles rejoindront quatre équipes de la Ligue A afin de concourir pour se qualifier pour le tournoi de qualification de la Gold Cup de la CONCACAF 2025.

### Changements d'équipes
| Promus en Ligue B                    |
| ------------------------------------ |
| Aruba Bonaire Dominique Saint-Martin |

| Relégué en Ligue C                                |
| ------------------------------------------------- |
| Bahamas Barbade Belize Saint-Christophe-et-Niévès |

### Tirage au sort
Les chapeaux ont été confirmés le 19 avril 2024, les neuf équipes de la Ligue C étant réparties en trois chapeaux de trois équipes, sur la base du classement CONCACAF au 31 mars 2024.
| Équipe                     | Coeff | Classement |
| -------------------------- | ----- | ---------- |
| Saint-Christophe-et-Niévès | 779   | 25         |
| Belize                     | 737   | 29         |
| Barbade                    | 558   | 33         |

| Équipe                  | Coeff | Classement |
| ----------------------- | ----- | ---------- |
| Bahamas                 | 479   | 36         |
| Îles Caïmans            | 393   | 37         |
| Îles Turques-et-Caïques | 324   | 38         |

| Équipe                      | Coeff | Classement |
| --------------------------- | ----- | ---------- |
| Îles Vierges britanniques   | 207   | 39         |
| Îles Vierges des États-Unis | 155   | 40         |
| Anguilla                    | 150   | 41         |

## Groupes
Afin de réduire les perturbations de voyage rencontrées par les équipes lors des éditions précédentes, la CONCACAF a décidé que les matchs de la Ligue C programmés se dérouleront dans un lieu centralisé.
De cette façon, l'association nationale de la troisième équipe la mieux classée de chaque groupe, une fois le tirage au sort effectué, sera responsable d'accueillir tous les matchs de son groupe prévus en septembre. L'équipe la mieux classée de chaque groupe, une fois le tirage au sort effectué, sera responsable d'accueillir tous les matchs de son groupe prévus en octobre. Si une association nationale n'est pas en mesure d'accueillir des matchs, la CONCACAF se réserve le droit de sélectionner un autre lieu.
Légende des classements
- Promotion en Ligue B

### Groupe A
| Rang | Équipe                      | Pts | J | G | N | P | Bp | Bc | Diff |  | Résultats (▼ dom., ► ext.)  |     |     |     |
| ---- | --------------------------- | --- | - | - | - | - | -- | -- | ---- |  | --------------------------- | --- | --- | --- |
| 1    | Barbade R                   | 12  | 4 | 4 | 0 | 0 | 17 | 4  | +13  |  | Barbade R                   |     | 6-2 | 3-0 |
| 2    | Bahamas R                   | 4   | 4 | 3 | 1 | 2 | 10 | 13 | -3   |  | Bahamas R                   | 2-3 |     | 3-1 |
| 3    | Îles Vierges des États-Unis | 1   | 4 | 0 | 1 | 3 | 4  | 14 | -10  |  | Îles Vierges des États-Unis | 0-5 | 3-3 |     |

| 1re journée            | Îles Vierges des États-Unis                   | 3 - 3   | Bahamas                                         | Bethlehem Soccer Stadium, Upper Bethlehem |                               |
| 4 septembre 2024 16h00 | Henry 27e · Joseph 77e · Catone-Highfield 86e | (1 - 2) | 2e (pen.) St. Fleur · 37e Julmis · 58e Adderley | Arbitrage : Jefferson Escobar             | Arbitrage : Jefferson Escobar |
| 4 septembre 2024 16h00 | Rapport                                       |         |                                                 | Arbitrage : Jefferson Escobar             | Arbitrage : Jefferson Escobar |

| 2e journée             | Bahamas          | 2 - 3   | Barbade                                           | Bethlehem Soccer Stadium, Upper Bethlehem |                           |
| 7 septembre 2024 16h00 | Adderley 42e 66e | (1 - 1) | 10e Z.Applewhite · 80e Taylor · 82e A.Applewhaite | Arbitrage : Shavin Greene                 | Arbitrage : Shavin Greene |
| 7 septembre 2024 16h00 | Rapport          |         |                                                   | Arbitrage : Shavin Greene                 | Arbitrage : Shavin Greene |

| 3e journée              | Barbade                              | 3 - 0   | Îles Vierges des États-Unis | Bethlehem Soccer Stadium, Upper Bethlehem |                              |
| 10 septembre 2024 16h00 | Hinkson 15e · Reid-Stephen 86e 90+3e | (1 - 0) |                             | Arbitrage : Sergio Rozenhout              | Arbitrage : Sergio Rozenhout |
| 10 septembre 2024 16h00 | Rapport                              |         |                             | Arbitrage : Sergio Rozenhout              | Arbitrage : Sergio Rozenhout |

| 4e journée           | Îles Vierges des États-Unis | 0 - 5   | Barbade                                                          | Wildey Turf, Bridgetown     |                             |
| 9 octobre 2024 20h00 |                             | (0 - 2) | 42e Holligan · 45+2e (pen.) 47e 65e Reid-Stephen · 90+2e Leacock | Arbitrage : José Valladares | Arbitrage : José Valladares |
| 9 octobre 2024 20h00 | Rapport                     |         |                                                                  | Arbitrage : José Valladares | Arbitrage : José Valladares |

| 5e journée            | Bahamas                     | 3 - 1   | Îles Vierges des États-Unis | Wildey Turf, Bridgetown     |                             |
| 12 octobre 2024 20h00 | Adderley 13e 23e · Bain 30e | (3 - 0) | 69e Edgar                   | Arbitrage : Benjamin Whitty | Arbitrage : Benjamin Whitty |
| 12 octobre 2024 20h00 | Rapport                     |         |                             | Arbitrage : Benjamin Whitty | Arbitrage : Benjamin Whitty |

| 6e journée            | Barbade                                                                      | 6 - 2   | Bahamas                            | Wildey Turf, Bridgetown     |                             |
| 15 octobre 2024 20h00 | A.Applewhaite 8e 52e · Reid-Stephen 14e (pen.) · Hoyte 26e 64e · Leacock 47e | (3 - 2) | 6e Adderley · 43e (csc) Brathwaite | Arbitrage : Micheal Akangou | Arbitrage : Micheal Akangou |
| 15 octobre 2024 20h00 | Rapport                                                                      |         |                                    | Arbitrage : Micheal Akangou | Arbitrage : Micheal Akangou |

### Groupe B
| Rang | Équipe                  | Pts | J | G | N | P | Bp | Bc | Diff |  | Résultats (▼ dom., ► ext.) |     |     |     |
| ---- | ----------------------- | --- | - | - | - | - | -- | -- | ---- |  | -------------------------- | --- | --- | --- |
| 1    | Belize R                | 12  | 4 | 4 | 0 | 0 | 9  | 0  | +9   |  | Belize R                   |     | 1-0 | 3-0 |
| 2    | Anguilla                | 3   | 4 | 1 | 0 | 3 | 3  | 4  | -1   |  | Anguilla                   | 0-1 |     | 2-0 |
| 3    | Îles Turques-et-Caïques | 3   | 4 | 1 | 0 | 3 | 2  | 10 | -8   |  | Îles Turques-et-Caïques    | 0-4 | 2-1 |     |

| 1re journée            | Anguilla                   | 2 - 0   | Îles Turques-et-Caïques | TCIFA National Stadium, Providenciales |                          |
| 4 septembre 2024 15h00 | Hughes 58e · Carpenter 74e | (0 - 0) |                         | Arbitrage : José Fuentes               | Arbitrage : José Fuentes |
| 4 septembre 2024 15h00 | Rapport                    |         |                         | Arbitrage : José Fuentes               | Arbitrage : José Fuentes |

| 2e journée             | Îles Turques-et-Caïques | 0 - 4   | Belize                                        | TCIFA National Stadium, Providenciales |                          |
| 7 septembre 2024 15h00 |                         | (0 - 2) | 12e Velasquez · 43e 73e Polanco · 66e Palacio | Arbitrage : Cleon Culley               | Arbitrage : Cleon Culley |
| 7 septembre 2024 15h00 | Rapport                 |         |                                               | Arbitrage : Cleon Culley               | Arbitrage : Cleon Culley |

| 3e journée              | Belize      | 1 - 0   | Anguilla | TCIFA National Stadium, Providenciales |                           |
| 10 septembre 2024 15h00 | Polanco 27e | (1 - 0) |          | Arbitrage : Steffon Dewar              | Arbitrage : Steffon Dewar |
| 10 septembre 2024 15h00 | Rapport     |         |          | Arbitrage : Steffon Dewar              | Arbitrage : Steffon Dewar |

| 4e journée                  | Anguilla | 0 - 1   | Belize        | FFB Stadium, Belmopan  |                        |
| 10 octobre 2024 20h00 UTC-6 |          | (0 - 0) | 56e Velasquez | Arbitrage : Ray Torres | Arbitrage : Ray Torres |
| 10 octobre 2024 20h00 UTC-6 | Rapport  |         |               | Arbitrage : Ray Torres | Arbitrage : Ray Torres |

| 5e journée                  | Îles Turques-et-Caïques         | 2 - 1   | Anguilla      | FFB Stadium, Belmopan          |                                |
| 13 octobre 2024 20h00 UTC-6 | Martin 3e · Jerome 90+5e (pen.) | (1 - 0) | 59e Carpenter | Arbitrage : Ekaterina Koroleva | Arbitrage : Ekaterina Koroleva |
| 13 octobre 2024 20h00 UTC-6 | Rapport                         |         |               | Arbitrage : Ekaterina Koroleva | Arbitrage : Ekaterina Koroleva |

| 6e journée                  | Belize                                  | 3 - 0   | Îles Turques-et-Caïques | FFB Stadium, Belmopan    |                          |
| 16 octobre 2024 20h00 UTC-6 | Polanco 28e · Hernández 40e · López 57e | (2 - 0) |                         | Arbitrage : Víctor Rivas | Arbitrage : Víctor Rivas |
| 16 octobre 2024 20h00 UTC-6 | Rapport                                 |         |                         | Arbitrage : Víctor Rivas | Arbitrage : Víctor Rivas |

### Groupe C
| Rang | Équipe                       | Pts | J | G | N | P | Bp | Bc | Diff |  | Résultats (▼ dom., ► ext.)   |     |     |     |
| ---- | ---------------------------- | --- | - | - | - | - | -- | -- | ---- |  | ---------------------------- | --- | --- | --- |
| 1    | Saint-Christophe-et-Niévès R | 10  | 4 | 3 | 1 | 0 | 10 | 3  | +7   |  | Saint-Christophe-et-Niévès R |     | 1-1 | 2-0 |
| 2    | Îles Caïmans                 | 7   | 4 | 2 | 1 | 1 | 4  | 5  | -1   |  | Îles Caïmans                 | 1-4 |     | 1-0 |
| 3    | Îles Vierges britanniques    | 0   | 4 | 0 | 0 | 4 | 1  | 7  | -6   |  | Îles Vierges britanniques    | 1-3 | 0-1 |     |

| 1re journée                  | Îles Vierges britanniques | 0 - 1   | Îles Caïmans | Stade Truman-Bodden, George Town |                             |
| 4 septembre 2024 15h30 UTC-5 |                           | (0 - 0) | 84e Seymour  | Arbitrage : Jonathan Leiton      | Arbitrage : Jonathan Leiton |
| 4 septembre 2024 15h30 UTC-5 | Rapport                   |         |              | Arbitrage : Jonathan Leiton      | Arbitrage : Jonathan Leiton |

| 2e journée                   | Îles Caïmans | 1 - 4   | Saint-Christophe-et-Niévès                  | Stade Truman-Bodden, George Town |                          |
| 7 septembre 2024 15h30 UTC-5 | Duval 51e    | (0 - 3) | 10e Rogers · 19e 37e Williams · 72e Stephen | Arbitrage : Moeth Gaymes         | Arbitrage : Moeth Gaymes |
| 7 septembre 2024 15h30 UTC-5 | Rapport      |         |                                             | Arbitrage : Moeth Gaymes         | Arbitrage : Moeth Gaymes |

| 3e journée                    | Saint-Christophe-et-Niévès | 2 - 0   | Îles Vierges britanniques | Stade Truman-Bodden, George Town |                           |
| 10 septembre 2024 15h30 UTC-5 | T.Williams 11e 64e         | (1 - 0) |                           | Arbitrage : Andrew Samuel        | Arbitrage : Andrew Samuel |
| 10 septembre 2024 15h30 UTC-5 | Rapport                    |         |                           | Arbitrage : Andrew Samuel        | Arbitrage : Andrew Samuel |

| 4e journée           | Îles Vierges britanniques | 1 - 3   | Saint-Christophe-et-Niévès                       | Warner Park, Basseterre   |                           |
| 9 octobre 2024 15h30 | Javier 46e                | (0 - 2) | 25e Roberts · 37e Amory · 90+5e (csc) I.Williams | Arbitrage : Vimarest Díaz | Arbitrage : Vimarest Díaz |
| 9 octobre 2024 15h30 | Rapport                   |         |                                                  | Arbitrage : Vimarest Díaz | Arbitrage : Vimarest Díaz |

| 5e journée            | Îles Caïmans | 1 - 0   | Îles Vierges britanniques | Warner Park, Basseterre      |                              |
| 12 octobre 2024 15h30 | Douglas 69e  | (0 - 0) |                           | Arbitrage : Ricangel De Leça | Arbitrage : Ricangel De Leça |
| 12 octobre 2024 15h30 | Rapport      |         |                           | Arbitrage : Ricangel De Leça | Arbitrage : Ricangel De Leça |

| 6e journée            | Saint-Christophe-et-Niévès | 1 - 1   | Îles Caïmans | Warner Park, Basseterre   |                           |
| 15 octobre 2024 15h30 | Campbell 90+9e (csc)       | (0 - 0) | 61e Scott    | Arbitrage : Shekiel Jokil | Arbitrage : Shekiel Jokil |
| 15 octobre 2024 15h30 | Rapport                    |         |              | Arbitrage : Shekiel Jokil | Arbitrage : Shekiel Jokil |

### Meilleur deuxième
| Rang | Équipe       | Pts | J | G | N | P | Bp | Bc | Diff |
| ---- | ------------ | --- | - | - | - | - | -- | -- | ---- |
| 1    | Îles Caïmans | 7   | 4 | 2 | 1 | 1 | 4  | 5  | -1   |
| 2    | Bahamas      | 4   | 4 | 1 | 1 | 2 | 10 | 13 | -3   |
| 3    | Anguilla     | 3   | 4 | 1 | 0 | 3 | 3  | 4  | -1   |

### Tour préliminaire
Le tour préliminaire opposera les deux dernières équipes de chaque groupe de la Ligue A (équipes classées 5e et 6e) et les quatre meilleures équipes de la Ligue C (trois vainqueurs de groupe et la meilleure équipe parmi les deuxièmes de groupe). Les appariements seront déterminés en fonction des résultats des équipes lors de la phase de poules.
| Rang | Équipe     | Pts | J | G | N | P | Bp | Bc | Diff |
| ---- | ---------- | --- | - | - | - | - | -- | -- | ---- |
| 1    | Guadeloupe | 4   | 4 | 1 | 2 | 1 | 1  | 4  | -3   |
| 2    | Cuba       | 3   | 4 | 0 | 3 | 1 | 4  | 6  | -2   |
|      |            |     |   |   |   |   |    |    |      |
| 3    | Guyane     | 1   | 4 | 0 | 1 | 3 | 4  | 7  | -3   |
| 4    | Guyana     | 1   | 4 | 0 | 1 | 3 | 5  | 13 | -8   |

| Rang | Équipe                     | Pts | J | G | N | P | Bp | Bc | Diff |
| ---- | -------------------------- | --- | - | - | - | - | -- | -- | ---- |
| 1    | Barbade                    | 12  | 4 | 4 | 0 | 0 | 17 | 4  | +13  |
| 2    | Belize                     | 12  | 4 | 4 | 0 | 0 | 9  | 0  | +9   |
| 3    | Saint-Christophe-et-Niévès | 10  | 4 | 3 | 1 | 0 | 10 | 3  | +7   |
|      |                            |     |   |   |   |   |    |    |      |
| 4    | Îles Caïmans               | 7   | 4 | 2 | 1 | 1 | 4  | 5  | -1   |

Les confrontations se dérouleront :
- Tour préliminaire 1 : meilleure 5e équipe de la Ligue A contre meilleur deuxième de groupe de la Ligue C
- Tour préliminaire 2 : pire 5e équipe de la Ligue A contre meilleur troisième de groupe de la Ligue C
- Tour préliminaire 3 : meilleure 6e équipe de la Ligue A contre meilleur deuxième de groupe de la Ligue C
- Tour préliminaire 4 : pire 6e équipe de la Ligue A contre meilleur vainqueur de groupe de la Ligue C

Les matchs aller se joueront du 11 au 19 novembre et les matchs retour du 11 au 19 novembre 2024.
| Équipe     | Aller | Total | Retour | Équipe                     |
| ---------- | ----- | ----- | ------ | -------------------------- |
| Guadeloupe | -     | -     | -      | Îles Caïmans               |
| Cuba       | -     | -     | -      | Saint-Christophe-et-Niévès |
| Guyane     | -     | -     | -      | Belize                     |
| Guyana     | -     | -     | -      | Barbade                    |

## Classement général
| Rang | Nation                      | Parcours                        |
| ---- | --------------------------- | ------------------------------- |
| 1er  | Barbade                     | Meilleur premier de groupe      |
| 2e   | Belize                      | 2e meilleur premier de groupe   |
| 3e   | Saint-Christophe-et-Niévès  | 3e meilleur premier de groupe   |
|      |                             |                                 |
| 4e   | Îles Caïmans                | Meilleur deuxième de groupe     |
| 5e   | Bahamas                     | 2e meilleur deuxième de groupe  |
| 6e   | Anguilla                    | 3e meilleur deuxième de groupe  |
|      |                             |                                 |
| 7e   | Îles Turques-et-Caïques     | Meilleur troisième de groupe    |
| 8e   | Îles Vierges des États-Unis | 2e meilleur troisième de groupe |
| 9e   | Îles Vierges britanniques   | 3e meilleur troisième de groupe |

### Équipe-type
| Gardien | Défenseurs | Milieux | Attaquants |
| ------- | ---------- | ------- | ---------- |
|         |            |         |            |